# بوب بورو
بوب بورو (بالإنجليزية: Bob Burrow)‏ مواليد 29 يوليو 1934 في مالفيرن، هو لاعب كرة سلة أمريكي سابق. بدأ مسيرته الاحترافية في سنة 1956. تم اختياره من قبل فريق سكرامنتو كينغز خلال الدرافت. يبلغ طوله 6 قدم 7 بوصة (2.0 م). اعتزل اللعب في 1958. أحرز خلال مسيرته في الإن بي إيه 459 نقطة بمعدل 5.7 نقاط في المباراة الواحدة. لعب مع سكرامنتو كينغز ولوس أنجلوس ليكرز.

## روابط خارجية
- بوب بورو على موقع إن بي أي (الإنجليزية)
- بوب بورو على موقع سبورتس رفرنس (الإنجليزية)
- بوب بورو على موقع كلية كرة السلة في سبورتس رفرنس.كوم (الإنجليزية)
- بوب بورو على موقع ريلجم (الإنجليزية)
- بوب بورو على موقع بروبوليرز (الإنجليزية)